# 볼리비아 U-17 축구 국가대표팀
볼리비아 U-17 축구 국가대표팀(스페인어: selección de fútbol sub-17 de Bolivia)은 볼리비아를 대표하는 17세 이하의 축구 국가대표팀으로, 볼리비아의 축구 관리 기관인 볼리비아 축구 연맹의 관리를 받는다. 해당 대표팀은 CONMEBOL U-17 축구 선수권 대회와 FIFA U-17 월드컵 같은 대회 준비를 위해 주로 소집된다. CONMEBOL U-17 축구 선수권 대회에 총 19번 출전해 1986년에는 우승을 기록했다.